# Cchao Kchun
Cchao Kchun (čínsky: 曹锟, pchin-jinem: Cáo Kūn; 12. prosince 1862 Tchien-ťin – 15. května 1938 Tchien-ťin) byl čínský voják, warlord a politik. Byl vůdcem kliky Č'-li. V letech 1923 až 1924 byl prezidentem Čínské republiky. I mimo tuto dobu měl ale mimořádný vliv, který ale rychle ztratil při převratu roku 1924.

## Život
Narodil se v chudé rodině. Během první čínsko-japonské války v roce 1894 odešel s armádou bojovat do Koreje. Po skončení války se připojil k Jüan Š'-kchajovi, aby se zúčastnil výcviku Nové armády (známé jako Pej-jangská armáda). V době sinchajské revoluce v roce 1911 velel 3. divizi v Pekingu.
Byl jmenován generálem Pej-jangské armády a po smrti Feng Kuo-čanga vedl kliku Č'-li. Během voleb v roce 1918 mu Tuan Čchi-žuej slíbil post viceprezidenta, ale úřad zůstal neobsazený poté, co většina členů Národního shromáždění odešla, což Tuana připravilo o usnášeníschopný parlament. Cchao Kchun cítil se Tuanem zrazen a zahájil proti němu vojenskou kampaň. V roce 1920 ho porazil. Poté, co donutil k rezignaci Sü Š'-čchanga i jeho nástupce Li Jüan-chunga se za pomoci neskrývaných úplatků ve výši 5 000 stříbrných dolarů stal 10. října 1923 prezidentem Čínské republiky (v Pekingu) a byl jím až do 2. listopadu 1924. Otevřená korupce v Národním shromáždění ho ale značně poškodila. Vyvolala nepřátelství ostatních armádních klik i rozkol uvnitř Č'-liské kliky, kde se proti němu začal obracet jeho chráněnec Wu Pchej-fu. Vzpouře patrně zabránila jen nutnost pacifikovat konkurenční Fengtianskou kliku.
Jedním prvních činů Cchao Kchunga ve funkci prezidenta bylo vyhlášení Ústavy. Byla narychlo sepsána Národním shromážděním, které bylo pronásledováno pocity viny z úplatkářské aféry a chtělo takto zvrátit svou nedobrou pověst. Ústava byla považována za dosud nejdemokratičtější a nejpokrokovější v čínských dějinách, ale stejně jako všechny předchozí ústavy byla zcela ignorována, takže reálný dopad tento krok neměl.
Během války proti Čang Cuo-linovi v říjnu 1924 byl Cchao zrazen a uvězněn jedním ze svých vlastních důstojníků, generálem Feng Jü-siangem. Feng obsadil Peking a donutil Cchaa k rezignaci. Byl zajat, jeho bratr byl uvražen do domácího vězení, kde spáchal sebevraždu. V roce 1926 byl Cchao Kchun ze zajetí propuštěn. Šlo o gesto dobré vůle Fenga vůči Wu Pchej-fuovi.
Zajímavostí je, že v březnu 1922 se Cchao pokusil založit první čínskou leteckou společnost, a to s jedním letounem Handley Page (pravděpodobně upraveným HP O/400). Avšak pokus skončil katastrofou, když se tento letoun zřítil u Pekingu a zahynulo všech 14 lidí na palubě.